# Laurinburg
Laurinburg és una població dels Estats Units i seu del comtat de Scotland a l'estat de Carolina del Nord. Segons el cens del 2000 tenia 15.874 habitants.

## Demografia
Segons el cens del 2000, Laurinburg tenia 15.874 habitants, 6.136 habitatges i 4.221 famílies. La densitat de població era de 494,3 habitants per km².
Dels 6.136 habitatges en un 32,1% hi vivien nens de menys de 18 anys, en un 41,8% hi vivien parelles casades, en un 23,2% dones solteres, i en un 31,2% no eren unitats familiars. En el 27,9% dels habitatges hi vivien persones soles l'11% de les quals corresponia a persones de 65 anys o més que vivien soles. El nombre mitjà de persones vivint en cada habitatge era de 2,46 i el nombre mitjà de persones que vivien en cada família era de 3.
Per edats la població es repartia de la següent manera: un 26,6% tenia menys de 18 anys, un 10,7% entre 18 i 24, un 25,9% entre 25 i 44, un 22,7% de 45 a 60 i un 14,1% 65 anys o més.
L'edat mediana era de 36 anys. Per cada 100 dones de 18 o més anys hi havia 74,7 homes.
La renda mediana per habitatge era de 29.064 $ i la renda mediana per família de 37.485 $. Els homes tenien una renda mediana de 31.973 $ mentre que les dones 25.243 $. La renda per capita de la població era de 16.165 $. Entorn del 19,7% de les famílies i el 23,6% de la població estaven per davall del llindar de pobresa.

## Poblacions més properes
El següent diagrama mostra les poblacions més properes.